# Am Neuenhaus
Am Neuenhaus ist ein Wohnplatz von Schalksmühle im Märkischen Kreis im Regierungsbezirk Arnsberg in Nordrhein-Westfalen (Deutschland). 

## Lage und Beschreibung
Am Neuenhaus liegt südlich am Rande des Schalksmühler Kernorts am Südhang des Volmetals. Weitere Nachbarorte sind neben dem Kernort Mollsiepen, Mathagen, Herbecke, Am Alten Hammer, Hälver, Wippekühl und über die Volme hinweg Klagebach, Hütte, Neuenbrücke und Flaßkamp.

## Geschichte

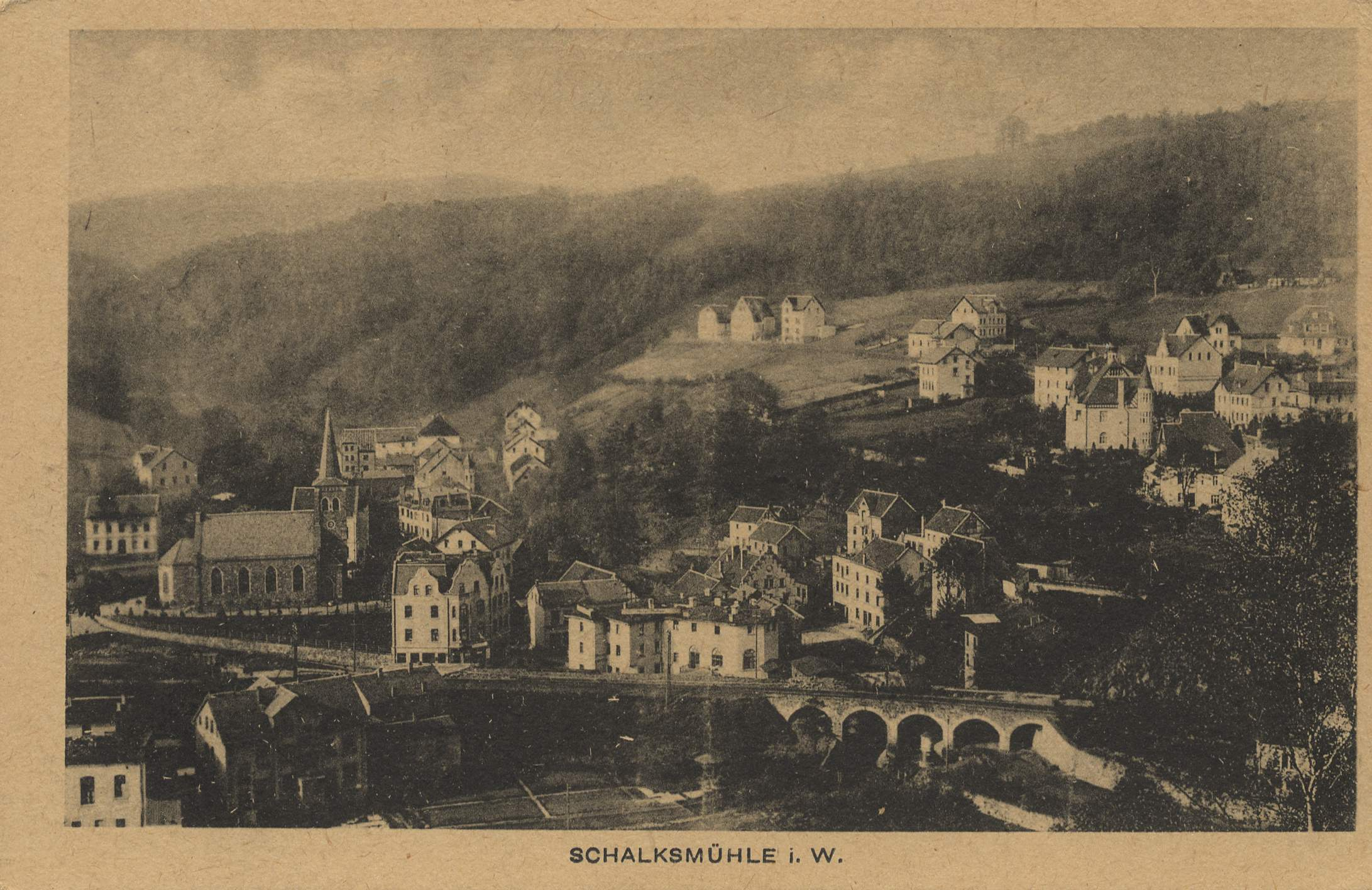
Ansicht von Schalksmühle mit Am Neuenhaus (oberste Gebäude am rechten Bildrand) vor 1914.

Das dem Kirchspiel Halver angehörige Am Neuenhaus wurde erstmals Ende des 18. Jahrhunderts urkundlich erwähnt und war ein Abspliss von Schalksmühle.
1818 lebten vier Einwohner im Ort. 1838 gehörte am Neuenhaus der Oeckinghauser Bauerschaft innerhalb der Bürgermeisterei Halver an. Der laut der Ortschafts- und Entfernungs-Tabelle des Regierungs-Bezirks Arnsberg als Kotten kategorisierte Ort besaß zu dieser Zeit ein Wohnhaus und ein landwirtschaftliches Gebäude. Zu dieser Zeit lebten acht Einwohner im Ort, allesamt evangelischen Glaubens.
Der Ort ist auf der Preußischen Uraufnahme von 1840 unbeschriftet verzeichnet. Ab der Preußischen Neuaufnahme von 1892 ist der Ort auf Messtischblättern der TK25 als Am Neuenhause bzw. Am Neuenhaus verzeichnet.
Die Gemeinde- und Gutbezirksstatistik der Provinz Westfalen führt 1871 den Ort als Kotten mit einem Wohnhaus und 15 Einwohnern auf. Das Gemeindelexikon für die Provinz Westfalen gibt 1885 für Am Neuenhause eine Zahl von 14 Einwohnern an, die in zwei Wohnhäusern lebten. 1895 besitzt der Ort ein Wohnhaus mit 15 Einwohnern und gehörte zum evangelischen Kirchspiel Schalksmühle, 1905 zählt der Ort sechs Wohnhäuser und 40 Einwohner.
Am 1. Oktober 1912 wurde der Bereich um den Ort aus der Gemeinde Halver ausgegliedert und der neu gegründeten Gemeinde Schalksmühle zugewiesen.